# سيف الثأر
سيف الثأر (بالإنجليزية: Sword of Vengeance)‏ هو فيلم أكشن تاريخي بريطاني تم إنتاجه في سنة 2015 وهو من إخراج جيم ويدون وبطولة ستانلي ويبر وأنابيل واليس وإد سكراين و إدوارد أكروت.

## القصة
في أحداث الفيلم، يحاول أمير نورمان المسمى (شادو واكر) الانتقام من عمه المستبد (إيريل ديورانت) الذي قتل والده في الماضي، والذي يحكم شمال (إنجلترا) مع أبنائه المهووسين نفسيًا اللورد أورتس واللورد رومان، وفي نفس السياق، يلتحق الأمير بمجموعة من الفلاحين الثوار والمنفيين الذين ينضوون تحت قيادة آنا الفاتنة.

## البطولة
- ستانلي ويبر بدور شادو ووكر
- أنابيل واليس بدور آنا الفاتنة
- إد سكراين بدور تريدن
- إدوارد أكروت بدور رومان
- ديفيد ليغينو بدور أوسغر
- كاريل رودن بدور ديورانت

## التقييم
حصل الفيلم على تقييم 13% في موقع الطماطم الفاسدة وإنتقد النقاد في الموقع القصة والمؤثرات. وحصل الفيلم على درجة 4.4 من 10 في قاعدة بيانات الأفلام على الإنترنت.

## روابط خارجية
- سيف الثأر على موقع IMDb (الإنجليزية)
- سيف الثأر على موقع ميتاكريتيك (الإنجليزية)
- سيف الثأر على موقع روتن توميتوز (الإنجليزية)
- سيف الثأر على موقع قاعدة بيانات الأفلام العربية
- سيف الثأر على موقع ألو سيني (الفرنسية)
- سيف الثأر على موقع Turner Classic Movies (الإنجليزية)
- سيف الثأر على موقع أول موفي (الإنجليزية)
- سيف الثأر على موقع فيلمافينيتي (الإسبانية)
- سيف الثأر على موقع قاعدة بيانات الأفلام السويدية (السويدية)
- سيف الثأر على موقع قاعدة بيانات الفيلم (الإنجليزية)